# Зоран Гребенаровић
Зоран Гребенаровић (Лесковац, 1952 — Београд, 26. април 2019) био је српски сликар.

## Биографија
Рођен је 1952. године у Лесковцу. Дипломирао је 1981. године на Факултету ликовних уметности у Београду, а по завршетку студија одлази у Њујорк, где је живео неколико година. Године 1986. након повратка у Србију, настају промене у његовом стилском и технолошком приступу слици. Гребенаровић се тада ангажује на пољу сакралне уметности, којој се бавио до краја живота. Живописао је пет храмова и урадио мноштво фресака и икона.
Био је члан Удружења ликовних уметника Србије од 1982. и удружења Лада од 2012. године.
Током каријере учествовао је на многобројим изложбама у Србији и иностранству. Његова дела налазе се у приватним и државним колекцијама као што су Музеј савремене уметности у Београду, Музеј града Београда, Музеј Цептер, Народни музеј у Пожаревцу, Галерија савремене ликовне уметности Ниш, Збирка РТС-а, Збурка Народне библиотеке Србије, Збирка Правног факултета Универзитета у Београду и на другом местима.
Преминуо је 26. април, а сахрањен је 3. маја 2019. године на Новом гробљу у Београду.

## Самосталне изложбе
- Галерија Дипломатског клуба амбасаде САД, Београд (1981)[5]
- Галерија Дома омладине Београд (слике) (1983)
- , Сарајево (колажи) (1988)
- Салон музеја савремене уметности, Београд (слике и цртежи) (1989)
- Галерија Јаззбина, Београд (слике) (1993)
- Галерија Себастијан-арт, Београд (слике) (1994)
- Галерија УЛУС-а, Београд (слике) (1999)
- Салон 77, Галерија савремене ликовне уметности, Ниш (слике) (2000)
- Галерија РТС-а, Београд (слике) (2007)
- Ликовни салон Дома културе, Чачак (колажи и цртежи) (2011)
- Дом Центра културе Масука, Велика Плана (цртежи) (2011)
- Галерија УЛУС-а, Београд (слике) (2012)
- Галерија 212, Београд (слике и цртежи) (2013)
- Галерија 212, Београд (слике и цртежи) (2016)[6]
- Галерија Б2, Београд (слике и цртежи) (2018)